# Cerkev sv. Lazarja, Maribor
Cerkev sv. Lazarja v Mariboru je bila pravoslavna cerkev, ki je v času Kraljevine Jugoslavije stala na Jugoslovanskem trgu (danes Trg generala Maistra). Posvečena je bila srbskemu pravoslavnemu svetniku Lazarju Hrebeljanoviću.

## Zgodovina
Leta 1930 je Mestna občina Maribor odobrila prošnjo srbske pravoslavne cerkvene občine, naj ji mestna občina odstopi zemljišče v parku na Jugoslovanskem trgu za gradnjo nove srbske pravoslavne cerkve. Mnenja o ustreznosti izbrane lokacije so bila sicer v javnosti deljena in mesto je bilo pripravljeno ponuditi za gradnjo cerkve tudi druge lokacije, a je mariborski prota Peter Trbojević vztrajal pri izbrani lokaciji. Leta 1934 so blagoslovili temeljni kamen za novo pravoslavno cerkev. V letih 1935 in 1936 sta jo po načrtih srbskega arhitekta Momirja Korunovića zgradili mariborski gradbeni podjetji Inž. arh. Jelenc & inž. Šlajmer in Ubald Nassimbeni.
Ko je nacistična Nemčija leta 1941 v aprilski vojni okupirala Maribor, so cerkev zaradi Hitlerjeve politike ponemčevanja porušili. Hitler je bogočemu gauleiterju Ueberreiterju naročil, da morajo to mesto ponovno narediti nemško. Poleg narodnostne nestrpnosti do slovenskega in srbskega prebivalstva Maribora je Hitler vodil tudi politiko sovraštva do pravoslavne krščanske religije.

## Arhitektura
Prvotna tlorisna zasnova cerkve je ponujala rahlo longitudinalen tloris, v središču katerega je bilo centralno oblikovano svetišče v obliki značilnega vzhodnorimskega oktagona (osemkotnika), ki je pogost v gradnji pravoslavnih cerkva. Po tej zasnovi naj bi štiri kupole v okolici glavne kupole, postavljene na oktagon, stale v diagonalni razporeditvi glede na tloris cerkve. To postavitev prikazuje tudi ohranjena razglednica.
Prvotni načrt so pozneje spremenili tako, da so kupole postavili frontalno, oktagon pa postavili na štirikotni podstavek ter tako dosegli bolj sloko obliko glavne kupole.